# 歪集中帯
歪集中帯（ひずみしゅうちゅうたい）とは、長期的に見て、地殻変動による歪みが特に集中している地域のことである。日本では、1990年代以降にGPSによる精密な測地が可能となったことにより、その存在が明らかとなった。主な歪集中帯として、新潟-神戸歪集中帯や日本海東縁部の歪集中帯がある。

## 概要

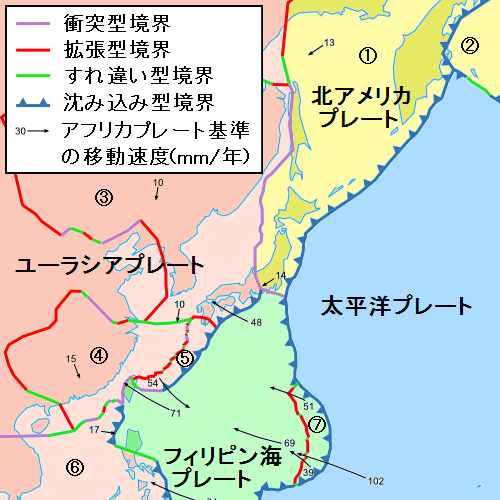
日本列島周辺のプレートの分布

1980年代半ばには、伊豆半島と伊豆諸島を除く日本列島は、西側はユーラシアプレート、東側は北アメリカプレートの上にあり、その境界は日本海東縁部からフォッサマグナにかけての地域であるとする学説が主流となった。これは現在もほぼ同じである。しかし、1990年代に入ってGPSによる観測が始まったことで、日本各地の数十～数百という観測点の（東西南北と上下の）移動を常時精密に観測することが可能となり、この観測結果をもとに研究が進められた。
日本列島の各地点の移動方向を地図上に現すと、神戸から新潟にかけて、あるいは、北海道最北端から新潟にかけて、移動方向（歪みの程度）が急激に変わる帯状の地域が分布している。2001年にはすでに、これらの地域が「歪集中帯」と呼ばれていたことが記録に残っている。これらの歪集中帯は、運動学的に見た前述のプレートの境界（プレートへの応力が集中する地域）にあたるものだとされている。ただし厳密には、単純に応力が集中しているのか、それとも地殻が弱くもろいことでひずみが集中しているのか、ということは詳しく解明できていない。
2004年になって、歪集中帯でM6.8の新潟県中越地震が発生した。これを契機に、歪集中帯で発生する地震や、地質活動などについての研究機運が高まった。一方、メディアや市民の間では、都市直下型地震や西日本の地震、海溝型の巨大津波地震への関心が高まり、同時期に政府による関東直下型地震、南海・東南海・東海地震などの被害想定も発表されるなどし、能登半島地震の発生後まで続いた。しかし、新潟県中越沖地震の発生により、歪集中帯に関する報道が一気になされた。
日本列島を概観すると歪集中帯は1つの帯状の地域であるが、詳細に見ていくと、実は歪集中帯はところどころで帯が引き裂かれたようになっており、飛んで分布しているところもある。これらの地域はいずれも、逆断層や褶曲が多く、圧縮の力によってできたことを示している。また、歪集中帯と火山活動との強い関係性は示されていない。
また、歪集中帯は地震の多発地帯であることから、その地帯の中で地震活動が少なくなっている地域の多くが地震空白域にあたる。

## 主な歪集中帯とその分布

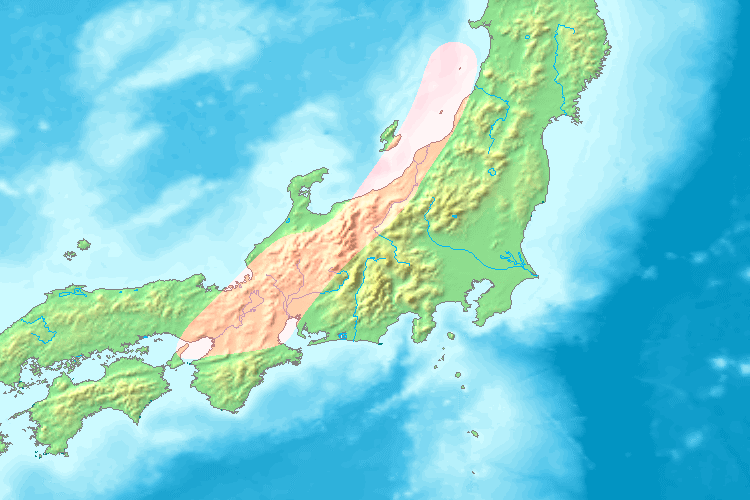
新潟-神戸歪集中帯のおよその位置を示した図

### 新潟-神戸歪集中帯
新潟-神戸歪集中帯 (Niigata Kobe Tectonic Zone, NKTZ)
分布地域 : 山形県庄内地方南部近海、新潟県および新潟県沖日本海、北西部を除く富山県、長野県北部および西部、南東部を除く岐阜県、北部沿岸部を除く福井県、丹後半島を除く京都府、滋賀県、三重県北部、奈良県北部、大阪府、兵庫県南東部、大阪湾

### 日本海東縁部の歪集中帯
日本海東縁部（日本海東縁変動帯）
分布地域 : 北海道西部、北海道西方沖日本海、東北地方西部、能登半島を除く北陸地方北西部

### 歪集中帯で起きた主な地震
- 1502年1月28日 越後地震 - M 6.5〜7.0
- 1586年1月18日 天正地震（東海東山道地震、飛騨・美濃・近江地震） - M 7.8〜8.1
- 1662年6月16日 近江・山城地震 - M 7.4〜7.8
- 1666年2月1日 越後高田地震 - M 6.4
- 1741年8月28日 北海道西南沖の大島で火山性地震 - M 6.9
- 1751年5月21日 越後・越中地震 - M 7.0〜7.4
- 1802年12月9日 佐渡、小木地震 - M 6.8
- 1828年12月18日 越後三条地震 - M 6.9
- 1830年12月19日 京都地震 - M 6.4
- 1833年12月7日 庄内沖地震 - M 7.4
- 1847年5月8日 善光寺地震 - M 7.4
- 1891年10月28日 濃尾地震 - M 8.0
- 1941年7月15日 長野地震 - M 6.1
- 1961年2月2日 長岡地震 - M 5.2
- 1961年8月19日 北美濃地震 - M 7
- 1964年6月16日 新潟地震 - M 7.5
- 1965年8月3日〜1970年6月5日 松代群発地震 - 最大M 5.4（1966年4月5日）
- 1983年5月26日 日本海中部地震 - M 7.7
- 1984年9月14日 長野県西部地震 - M 6.8
- 1993年7月12日 北海道南西沖地震 - M 7.8
- 1995年1月17日 兵庫県南部地震 - M 7.3
- 2004年10月23日 新潟県中越地震 - M 6.8
- 2007年3月25日 能登半島地震 - M 6.9
- 2007年7月16日 新潟県中越沖地震 - M 6.8
- 2011年3月12日 長野県北部地震 - M 6.7
- 2014年11月22日 長野県神城断層地震 - M 6.7
- 2018年6月18日 大阪府北部地震 - M 6.1

## 歪集中帯ができる原因
新潟-神戸歪集中帯や日本海東縁部の歪集中帯がこのような位置に形成される原因として、いくつかの説が挙げられているが、まだ有力な定説となるまでには至っていない。ただし、日本海東縁部の歪集中帯については、ユーラシアプレートと北アメリカプレートの境界域であり、まだ潜り込みが浅く海溝ができてない状態と見ることもできる。一方、新潟-神戸歪集中帯の地殻下部に水が多く存在しているという観測をもとに、プレートの移動による圧力を加えて歪集中帯を作る構造を考えると、地殻の強度が均一なら歪集中帯周辺の地殻の厚さは5km程度と推定され、地殻の厚さが均一なら歪集中帯周辺の近くの弾性定数が約半分だと推定されるという研究結果がある。また、新潟-神戸歪集中帯の中に位置する跡津川断層の調査を通して地下構造や地殻のずれ（変位）を調べて原因を解明しようとする動きもある。